# U-1277
U-1277 je bila nemška vojaška podmornica Kriegsmarine, ki je bila dejavna med drugo svetovno vojno.

## Zgodovina
Posadka je 3. junija 1945 ob obali Portugalske namerno potopila podmornico, nakar je vseh 47 podmorničarjev prešlo v internacijo. Nekaj dni pozneje so jih Portugalci predali britanski ladji v Lizboni, katera jih je prepeljala v britansko taborišče za vojne ujetnike, kjer so ostali tri leta, preden so se vrnili v Nemčijo.

## Poveljniki
| Poveljniki |                                   |                         |                             |
| Št.        | Čin                               | Ime                     | Poveljstvo                  |
| 1.         | Kapitanporočnik (Kapitänleutnant) | Ehrenreich-Peter Stever | 3. maj 1944 - 3. junij 1945 |

## Tehnični podatki
| Kategorije                                    | Podatki                       |
| --------------------------------------------- | ----------------------------- |
| Teža (t): na površju pod površjem polna Teža  | 769 871 1.070                 |
| Dolžina (m) - tlačni trup (m)                 | 67,1 - 50,5                   |
| Širina (m) - tlačni trup (m)                  | 6,2 - 4,7                     |
| Izpodriv (m)                                  | 4,74                          |
| Višina (m)                                    | 9,6                           |
| Moč (hp): na površju pod podvršjem            | 3.200 750                     |
| Hitrost (vozlov): na površju pod podvršjem    | 17,7 7,6                      |
| Doseg (milja/vozel): na površju pod podvršjem | 8.500/10 80/4                 |
| Torpeda/Torpedne cevi                         | 14/5 (4 na premcu, 1 na krmi) |
| Krovni top (mm)                               | 88 (22 granat)                |
| Mine                                          | 26 TMA                        |
| Posadka                                       | 44-52                         |
| Maksimalni potop (m)                          | 250                           |